# Asociación de Básquetbol de Resistencia
La Asociación de Básquetbol de Resistencia (ABR) es el ente encargado de realizar el Torneo metropolitano de Resistencia que agrupa a los clubes de baloncesto del Gran Resistencia. Integra la Federación Chaqueña de Básquetbol.

## Torneo
En la primera instancia del torneo metropolitano todos los equipos juegan entre sí. Luego participan los primeros ocho equipos mediante el sistema de eliminación directa (play-off) hasta definir el campeón.

## Competencia Provincial
Todos los equipos de esta asociación pueden participar del "Torneo Provincial" que organiza la Federación Chaqueña de Básquetbol que da cinco (5) cupos al Campeonato Argentino de Clubes o "ex liga C".

## Equipos participantes
| Equipo                            | Ciudad       | Colores             | Apodos           | Capacidad del estadio |
| --------------------------------- | ------------ | ------------------- | ---------------- | --------------------- |
| Club Atlético Sarmiento           | Resistencia  | Amarillo y Rojo     | Decano, Aurirojo | 5.000 espectadores    |
| Club de Regatas Resistencia       | Resistencia  | Rojo y Blanco       | Remero           | 4.000 espectadores    |
| Club Deportivo Don Bosco          | Resistencia  | Rojo y Blanco       | Salesiano        | 2.500 espectadores    |
| Club San Fernando                 | Resistencia  | Rojo y Negro        | ?                | 4.000 espectadores    |
| Club Universidad del Nordeste     | Resistencia  | Amarillo            | Canario          | 1.500 espectadores    |
| Club Juventud de Villa Centenario | Resistencia  | Negro y Blanco      | Nandú            | 1000 espectadores     |
| Club Villa San Martín             | Resistencia  | Azul, Rojo y Blamco | Tricolor         | 2.500 espectadores    |
| Don Orione Atletic Club           | Barranqueras | Azul y Amarillo     | Portuario        | 5.000 espectadores    |
| Hindú Club                        | Resistencia  | Verde y Blanco      | Bólido Verde     | 4.000 espectadores    |

- Datos: Q5709057